# Крит
Крит (на гръцки: Κρήτη; на латински: Candia; на турски: Girit) е една от тринадесетте административни области на Република Гърция. Той е най-големият гръцки остров с площ от 8336 км², и петият по големина в Средиземно море, като на него е най-южната точка на Гърция. Населението му е над 600 000 души.
Районът от своя страна е разделен на 4 по-малки области, наречени номи. От запад на изток те са Ханя, Ретимно, Ираклион и Ласити. Най-големият град е Ираклион, който е и столицата. Други важни градове на Крит са Ханя, Ретимно, Перама, Вамос, Агиос Николаос и Йерапетра. Голям брой туристи посещават дестинации като Кносос, Фестос, Гортина; венецианската крепост в Ретимно; планинското дефиле Самария, и др.
Крит има важно за Средиземноморието местоположение. Отдалечен е на 110 км от Европа, 175 км от Азия и 300 км от Африка. Населяван от древни времена, той разполага с многообразни исторически и географски забележителности, поради което островът е известна туристическа дестинация. Минойската цивилизация (2600 – 1400 пр. Хр.), зародила се и развила се на Крит, е считана за една от първите големи европейски цивилизации. Нейните паметници и днес могат да бъдат видени в археологическите обекти Кносос, Петрас, Русолакос, Фестос, Гортина и др. През Средновековието островът е част от Венецианската република. Крепостни стени и сгради, построени по времето на владичеството на тази средиземноморска държава, днес са запазени в градовете Ираклион, Сития, Ханя, Ретимно.

## История
На остров Крит от около средата 3-то хилядолетие пр. Хр. се развива най-древната европейска цивилизация – минойската. В продължение на дванайсет века минойците издигат великолепни за времето си крепостни градове. Едни от известните днес дворцови центрове са Кносос, Фестос, Маля и Закрос. По всяка вероятност край на развитието на минойската цивилизация е сложило избухването на вулкана на о. Санторини около 1450 г. пр. Хр.
Началото на минойската епоха съвпада с това на бронзовата епоха. Съществуват различни мнения за появата на минойците, като най-подкрепяна е теорията, че те пристигат на о. Крит от Мала Азия около 2600 г. пр. Хр. Предполага се, че те са индоевропейци, но тази теза не може да бъде доказана. Благодарение на информацията от археологическите разкопки днес се знае, че минойците били богата народност, при която изкуството и икономиката процъфтявали.
След това над острова властта си налагат Римската империя и Византия. От 824 до 960 г. островът е в обхвата на арабските владения, след което отново се връща под властта на Византия. През 1204 г. той е предаден на Венецианската република, която установява на острова т.нар. херцогство Кандия, като венецианците владеят острова чак докато османците не го завладяват с дългата Критска война (1645 – 1669). Въпреки активното си участие в гръцката революция от 1821 до 1828 г. островът не е освободен от османска власт, а остава под контрола на османския управител на Египет. От 1866 до 1869 г. критските гърци продължават борбата си, в резултат на което Крит постига автономия в рамките на Османската империя. Нова стъпка към отхвърлянето на османската власт е направена през 1897 г., когато избухва ново въстание и в резултат Великите сили принуждават султана да създаде васалната Критска държава. През 1908 г. островът де-факто става част от Гърция, като официалното присъединение става през 1913 година.
В края на май 1941 г. по време на Втората световна война военновъздушните сили на Германия превземат острова с въздушен десант, който се оценява като най-голямата въздушно-десантна операция във военната история.

## География
От всички гръцки острови, той е най-близо до Северна Африка. Остров Крит е с население от 670 264 жители (2024), площ от 8336 км², а гъстотата на населението му е 80 жители/км². Той е продълговат с дължина от изток на запад 260 km и ширина, която варира от 12 до 58 km. Бреговете му с дължина 1046 km са силно разчленени, като в тях са оформени дълбоки заливи – Кисамос, Ханя, Суда, Алмирос, Ираклио, Малия, Мирабелос и др. на северното крайбрежие, а на южното е широкият и отворен към Средиземно море залив Месара и по-малките Агиос Румели, Финикия, Лутро и Плака. Полуостровите са дълбоко вдадени в морето – Родопос, Акротири, Сидерос. Северно от него са разположени остров Дия и групата Дионисиада, а южно – островите Куфониси, Гайдурониси, Паксимадиа, Гавдопула и Гавдос (най-южния гръцки остров).
Остров Крит има планински релеф с няколко ясно оформени масива. От запад на изток те са: Лефка Ори (връх Пахнес – 2454 m), Кедрос (1777 m), Ида (тук е най-високата точка на острова, връх Иди или Псилорити – 2456 m), Кофинас (1231 m), Дикти (2085 m), Триптис (1476 m) и Орнос (819 m). Критските планини са част от Динарската планинска система, която започва от Словения и минава през цялата западна част на Балканския полуостров. Планините са изградени предимно от варовици (на запад и шисти) и се отличават със своите стръмни склонове, силно разчленени от дълбоки долини и обилие на карстови форми. Целият остров попада в силно сеизмична зона. Крайбрежните равнини са незначителни, като вай-голямата от тях е Масарската, разположена на южното крайбрежие и е житницата на Крит.
Между масивите са оформени широки долини, в които текат реките Гиолирос, Апоселемис, Анаподанс и Кутсулидис. Реките на острова са къси и пълноводни. Климатът е средиземноморски със значителни валежи през зимата и високи температури през лятото. На крайбрежието средната януарска температура е 12°С, а средната юлска – 26°С. Често явление през зимата са температури под 0°С, като по върховете снегът се задържа до месец май. Възможни са климатични аномалии, като тази през февруари 2004 г., когато целият остров е скован от невиждан студ и покрит със сняг. Годишната сума на валежите варира от 600-700 mm по крайбрежието до 1000-1600 mm в планините.
Растителността на Крит е съставена предимно от твърдолистни вечнозелени гори от дъб, бор, кипарис и храсти (маквиси), които заемат само 2% от територията на острова. Най-високите части са покрити с пасища. В равнините и предпланинските части се отглеждат маслина, портокал, смокиня, лоза. Сравнително добре е развито земеделието, както и животновъдството. Разработват се находища на манганова руда, азбест и гипс. Затова добивната промишленост има традиции, но освен нея почти не е развит друг дял на тежката промишленост. С най-голямо значение са кожарската, хранителната и сапунената промишленост.

## Стопанство
Остров Крит от древни времена е известен по цял свят със своя вкусен и лековит зехтин, наречен още „течното зелено злато на о. Крит“. Според археолозите маслиновото дърво е култивирано преди 6 хиляди години, а местните жители се научили да добиват зехтин преди 2500 години. Близо до село Кавуси в стара маслинова горичка днес все още може да се види едно хилядолетно маслиново дърво – неговата възраст е над 2000 години и е най-внушителното не само на територията на Гърция, но и из цялото Средиземноморие. В онези далечни времена зехтинът е продукт от първа необходимост и не е случайно, че днешните гърци могат да се похвалят с най-ниско ниво на сърдечно–съдови заболявания.

## Личности
Крит е родина на известния художник Ел Греко, на значимия политик Елефтериос Венизелос и на писателя Никос Казандзакис.